# Trumpet Records
Trumpet Records — американський лейбл звукозапису, який був заснований подружжям Віллард та Лілліан Макмаррі в 1951 році в місті Джексон, штат Міссісіпі. Лейбл орієнтувався в основному на виконавців блюзу, а також госпелу і кантрі — та проіснував до 1956 року.
Записи, зроблені на лейблі: «Dust My Broom» Елмора Джеймса та «Nine Below Zero» Санні Бой Вільямсона — визнані класикою та внесені до Зали слави блюзу. А ім'я засновниці та власниці Лілліан Макмаррі також внесено до Зали слави в 1998 році.

## Історія

### Початок
У 1945 році Лілліан Макмаррі одружилась з Віллардом Макмаррі, власником декількох магазинів меблів. Допомагаючи чоловікові прибирати на складі одного з магазинів Джексона, Лілліан випадково натрапила на велику кількість старих платівок, і зацікавившись, поставила одну з них на патефон. Це була платівка «All She Wants To Do Is Rock» ритм-енд-блювового співака Вайноні Харріса, про яку потім згадувала Лілліан: «Це була незвичайна, щира та чиста музика: до цього я взагалі не чула „чорної“ музики. Ніколи в житті не чула нічого настільки ритмічного та вільного.»
У 1949 році Віллард Макмаррі придбав ремонтну радіомайстерню, а Лілліан відкрила крамницю «Record Mart», яка спеціалізувалась на розпродажі ритм-енд-блюзових та госпел платівок. Лілліан рекламувала крамницю під час програм на місцевій радіостанції — і вона стала дуже популярною серед молоді. У 1951 році подружжя Макмаррі вирішили заснувати студію звукозапису на місці крамниці. Студія знаходилась на вулиці Феріш-стріт 309, у «чорному» кварталі Джексона, штат Міссісіпі. Головною метою заснування лейблу — це бажання Макмаррі записувати місцевих музикантів з дельти Міссісіпі, яким не пощастило попрацювати у студіях Нью-Йорка, Лос-Анджелеса та Окленда. 3 квітня 1950 року відбулася перша сесія на лейблі, коли Лілліан запросила госпел-гурт St.Andrews Gospelaires до студії місцевої радіо-станції WRBC. Лілліан почала випускати платівки виконавців в жанрі госпел, а саме гуртів The Southern Sons, Argo Singer, Famous Blue Jays Singers та ін.

### Найперші записи

Лілліан Макмаррі

«East of the Sun» — сингл Джеррі Маккейна, який вийшов у 1953 р.

Спочатку Лілліан хотіла записати блюзових музикантів Джо Хілл Луїс, Бо Картер та Томмі Джонсон — і їм подібних, але згодом вирішила, що такі записи не продаватимуться. Якось вона почула про Санні Бой Вільямсона, майстра гри на губній гармоніці, — і поїхала в Белзоні, щоб наочно побачити його виступи. Опісля Ліллан вирішила запросити музиканта до власної студії, де в грудні 1950 Лілліан підписала контракт з Вільямсоном, не знаючи про майже 20-літню кар'єру музиканта. 4 січня 1951 року Вільямсон записав «Eyesight To The Blind» (Trumpet 129), яка стала першою блюзовою композицією на лейблі «Trumpet». Йому допомогли у записі пісні Віллі Лав (фортепіано), Елмор Джеймс (гітара), Генрі Рід (гітара) та Джо Дайсон (ударні).
Загалом лейбл випустив 9 записів Вільямсона з 1951 по 1955 роки. У 1969 році кавер-версія «Eyesight To The Blind» увійшла до альбому Tommy британського рок-гурту The Who. З 4 січня 1951 по 12 листопада 1954 років задокументовано 10 сесій Вільямсона на лейблі, а сам музикант записувався як Sonny Boy Williamson, як Sonny Boy Williamson & his Houserockers, — і навіть як Sonny Boy Williamson & his Orchestra. За архівними даними на «Trumpet» Вільямсон записав 31 композицію, в тому числі його найвідоміші «Mighty Long Time» (1951, Trumpet 166), «Nine Below Zero» (1951, Trumpet 166) та «Mr. Down Child» (1951, Trumpet 168). Також дві пісні Вільямсон написав для Лілліан: «Pontiac Blues» — про авто Лілліан марки Pontiac та «309» — на честь Феріш-стріт 309. Проте тоді на платівках вийшли не всі записані композиції: Лілліан випустила 11 синглів музиканта, а 12-й вийшов на лейблі Ace Records.
7 квітня 1951 року свій перший сингл для лейблу записав піаніст Віллі Лав — «Take It Easy Baby»/«Little Car Blues» (Trumpet 137). В записі платівки взяв участь гурт Three Aces, до якого входили Отіс Грін (тенор-саксофон), Лонні Холмс (гітара) та Алекс Воллес (ударні).
У тому ж році відбувся і дебют Клейтона Лава, який записив свій єдиний сингл для лейблу — «Susie»/«Shufflin' with Love» і згодом перейшов до студії Aladdin Records.
Лілліан Макмаррі сподобалась гра Джеймса як сесійного музиканта — і вона вирішила дати йому шанс та записати його у студії. 5 серпня 1951 року Елмор Джеймс записав свою першу пісню «Dust My Broom», яка одразу ж стала хітом та принесла славу музиканту. У записі пісні допомогли йому Санні Бой Вільямсон (гармоніка), Леонард Вер (бас) та Фрок О'Делл (ударні). У той час Джеймс проживав разом із Вільямсоном і його дружиною Метті на Норт-Феріш-стріт в Джексоні. Лілліан Макмаррі на іншій стороні платівки вирішила випустити композицію Бобо Томаса «Catfish Blues», але обидві пісні приписувались лише одному Джеймсу. У квітні 1952 року «Dust My Broom» (Trumpet 146) посіла 9 місце в ритм-енд-блюзовому чарті Billboard Black Singles. Це був єдиний запис для Джеймса у студії Trumpet: через непорозуміння з Санні Бой Вільямсоном, яке виникло під час сесії, музикант більше ніколи не записувався на цьому лейблі.
25 липня 1951 Віллі Лав записав свій другий сингл «Everybody's Fishing»/«My Own Boogie» і цього разу до складу Three Aces приєднався гітарист Елмор Джеймс, а Лонні Хослмса замінив Джо Віллі Вілкінс. Під час сесії 1 грудня 1951 Лав записав одну зі своїх найвідоміших пісень — «Nelson Street Blues», яка вийшла на синглі разом з композицією «V-8 Ford» (Trumpet 175).
В 1952 до лейблу приєднався ще один блюзовий музикант Біг Джо Вільямс та дебютував у студії із синглом «Mama Don't Allow Me»/«Delta Blues» (Trumpet 151). В тому ж році Вільямс записав на лейблі ще два сингли — «Over Hauling Blues»/«Whistling Pines» (Trumpet 169) та «Bad Heart Blues»/«She Left Me A Mule» (Trumpet 171) після чого перейшов до студії Vee-Jay.
В 1952 році виконавець в жанрі кантрі Джиммі Свон випустив свій дебютний і успішний сингл на лейблі — «Juke Joint Mama»/«I Had A Dream». За ним слідувала платівка «Triflin’ On Me»/«I Love You Too Much», яку Trumpet випустили в тому ж році.
13 квітня 1953 року був записаний сингл «Shout, Brother, Shout»/«Way Back» (Trumpet 209), який став останнім записом для Лава: 19 серпня того ж року музикант помер від алкоголізму. За два роки співпраці з Trumpet, Лав зробив понад 20 власних записів.
У 1953 Свон записав свій третій сингл «Losers Weepers»/«Mark Of Shame», а через рік і четвертий — «Lonesome Daddy Blues»/«One More Time», який став для нього останнім для лейблу: співак розірвав контракт з Trumpet та перейшов до студії MGM Records. Також в цьому році дебютний сингл на «Trumpet» записав ще один кантрі музикант Верлі Фейрберн — «Camping with Mary»/«Let's Think It Over». Згодом він записав другий і останній сингл «I Feel Like Cryin’»/«Baby, Call on Me», перейшовши до студії Capitol Records.
В 1953 році на лейблі дебютував Джеррі «Буґі» Маккейн із синглом «East of the Sun»/«Wine-O-Wine» (Trumpet 217), в записі якого йому допоміг його брат Волтер Маккейн (ударні). В наступному році Trumpet випустили ще одну платівку музиканта «Stay Out Of Autombiles»/«Love To Make Up» (Trumpet 231). Маккейн записав ще два сингли «Ooh Wee Baby»/«Feel Just Like I'm In Love» (Trumpet 218) та «Crazy 'Bout That Mess»/«Fall Guy» (Trumpet 232) проте вони так і залишились невиданими на Trumpet.
В 1954 році Макмеррі вирішила заснувати філію Globe Records, щоб випускати платівки музикантів в жанрі кантрі.

### Банкрутство та закриття
Проте студія Trumpet, яка успішно функціонувала декілька років, не витримала конкуренції з більшими студіями Chess та Modern, які також відкрили свої філіали в Міссісіпі. Вони поставили магазинам грамплатівок ультиматум: якщо вони хочуть отримувати релізи цих двох студій, то вони мають відмовитись від співпраці з Trumpet. Такого маленький незалежний лейбл не витримав. Лілліан встигла випустити сингл Вільямсона «Empty Bedroom»/«From the Bottom» (Trumpet 228), який став останнім записом, що вийшов на лейблі. Грошей для випуску наступного синглу у Лілліан вже не було. Права на чергову платівку Вільямсона були продані лейблу Ace Records, на якому в листопаді 1954 року вийшов сингл «Boppin' With Sonny»/«No Nights by Myself» (Ace 511). У той час студія Trumpet вже збанкрутіла.
Лілліан почала продавати контракти музикантів іншим студіям, — а згодом продовжила працювати із чоловіком в меблевому бізнесі. Студія Trumpet та магазини меблів чоловіка працювали окремо, тому Віллард не брав на себе боргові зобов'язання студії. У 1956 році студія Trumpet закрилася. Лілліан вирішила не запускати процедуру банкрутства та через 5 років повністю розрахувалась не тільки з кредиторами, а й з усіма музикантами, виплативши усі належні авторські відрахування.
Впродовж 1960-х та 1970-х Лілліан працювала із чоловіком в крамниці на вулиці Геллетін-стріт. В ці роки вона продавала платівки Trumpet різним колекціонерам блюзових записів. На початку 1980-х Лілліан продала права на видання записів іншим студіям.

## Відзнаки

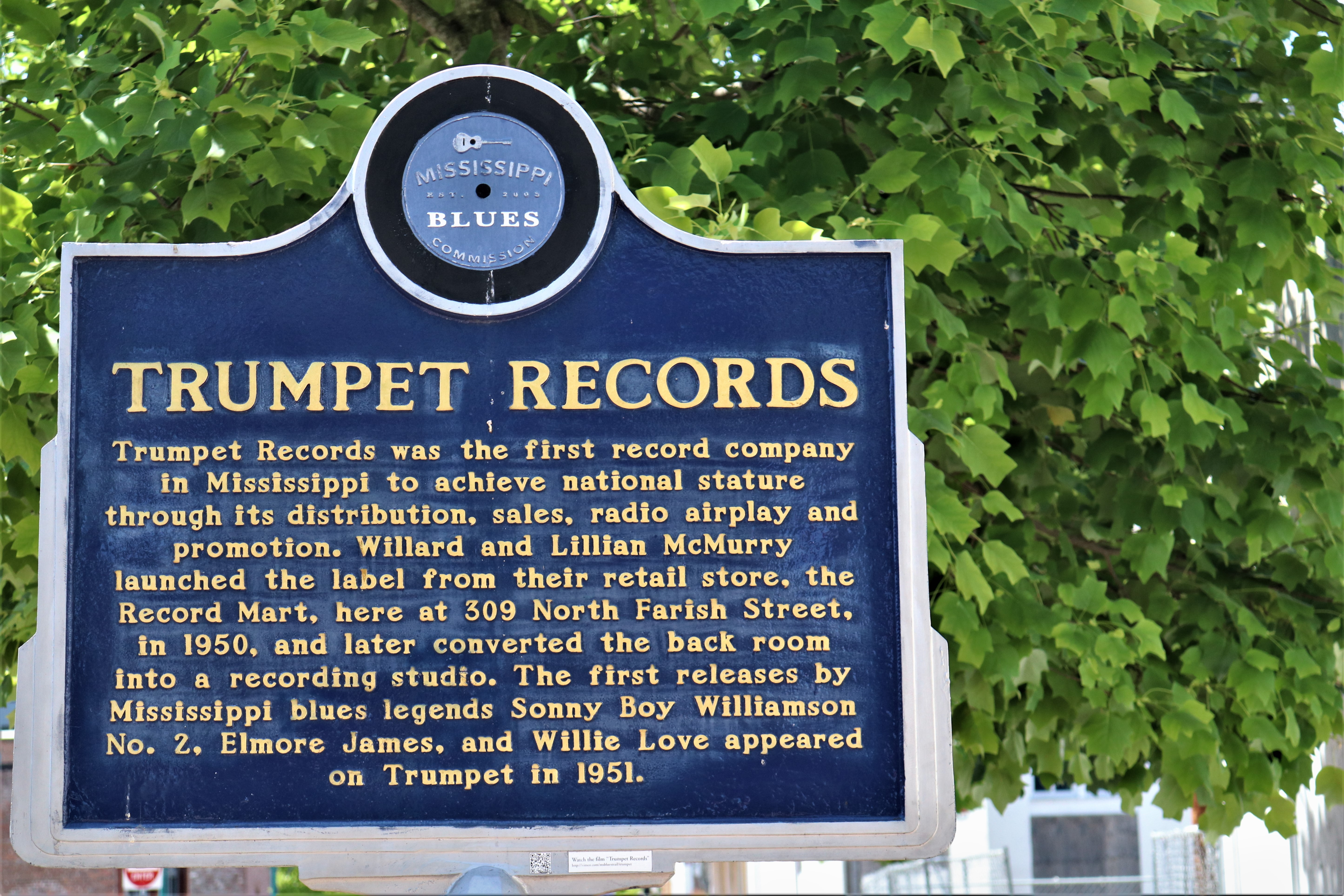
Пам'ятний знак «Міссісіпської стежки блюзу» біля студії Trumpet Records

У 1983 запис Елмора Джеймса «Dust My Broom» зроблений на Trumpet Records у 1951 році було занесено до Зали слави блюзу в номінації Класичний блюзовий запис — сингл/пісня.
У 1991 запис Санні Бой Вільямсона «Nine Below Zero» зроблений на Trumpet Records у 1951 році було занесено до Зали слави блюзу в номінації Класичний блюзовий запис — сингл/пісня.

17 листопада 2007 року студію лейблу Trumpet Records, яка розташована на вулиці Феріш-стріт, в місті Джексон, штат Міссісіпі, було офіційно внесено в список визначних місць розвитку блюзу — «Міссісіпської стежки блюзу». На цій вулиці встановлено пам'ятний знак «Міссісіпської стежки блюзу» як вияв шани вагомого внеску виконавців Trumpet Records в розвиток блюзу в штаті Міссісіпі. На пам'ятній дошці «Міссісіпської стежки блюзу» написані такі слова: 

## Музичні колективи та музиканти лейблу

### Блюз
- Сонні Бой Вільямсон II
- Елмор Джеймс
- Джеррі Маккейн
- Віллі Лав
- Клейтон Лав
- Тайні Кеннеді
- Лютер Хафф
- Персі Хафф
- Артур Крудап
- Воллі Мерсер
- Шерман Джоснон

### Госпел
- St.Andrews Gospelaires
- Famous Blue Jays Singers
- The Southern Soul Quartette

### Кантрі
- Лакі Джо Алмонд
- Джиммі Свон
- Верлі Фейрберн